# Hubert Podstransky
Hubert Podstransky (* 1934 in Baden bei Wien) ist ein österreichisch-schweizerischer Komponist und Musiklehrer. Er schrieb zahlreiche Stücke und war von 2002 bis 2011 Dozent am Musik-Departement der Hochschule Luzern.

## Biographie
Podstransky sammelte seine ersten musikalischen Erfahrungen bei den Sängerknaben vom Wienerwald. Nach der Matura absolvierte er zunächst eine Lehrerausbildung, begann aber bereits mit eigenen Kompositionen. Er übersiedelte dann in die Schweiz und nahm 1958 ein Musikstudium  am Konservatorium Luzern in den Fächern Musiktheorie und  Klavier auf, das er erfolgreich abschloss. Ab 1969 war Podstransky dort als Dozent für Musiktheorie tätig. 1973 erfolgte seine Einbürgerung und Niederlassung in Zug. 1978 komponierte Podstransky gemeinsam mit Albert Jenny, Albert Benz und Peter Benary eine Dreilinden-Suite für Klavier, Violine und Cello für die Internationalen Musikfestwochen Luzern, welche internationale Beachtung erlangte.
Für seine 1993 für Alt, Sprecher, Chor und Orchester komponierte Kantate Trost erhielt er 1994 den Kulturpreis der Schweizerischen Bankgesellschaft (heute UBS). Das Libretto dazu verfasst Max Huwyler, woraus eine jahrelange Zusammenarbeit entstand. Die Kompositionsaufträge häuften sich – so entstanden Werke wie Zur letzten Zeit (vier Lieder für mittlere Stimme und zwölf Solostreicher, 1994). Dieser Kompositionsauftrag von Rudolf Baumgartner und den Festival Strings wurde 1998 im Rahmen der «Luzerner Mozarttage» 1998 durch Alois Koch mit dem Akademiechor Luzern uraufgeführt. Im gleichen Jahr vertonte Podstransky das Gedicht Arbol adentro von Octavio Paz für Sopran und einige Instrumente als Auftragswerk. 1999 eröffnete er eine «Schule für Musiktheorie (smt)» in Hünenberg, die später nach Luzern zog. Im Jahr 2000 wurde seine Komposition Als wäre nichts gewesen (Text: Max Huwyler) für fünfstimmigen gemischten Chor und Violoncello in Luzern sowie an der Expo.02 in Yverdon aufgeführt.
2002 erfolgte die Verleihung des Professorentitels durch den Schweizerischen Fachhochschulrat. 2003 entstand anNäherung für Violine und Horn im Auftrag der «Mozartgesellschaft Luzern», 2005 im Auftrag der Musikhochschule Luzern ein Konzert für Euphonium, Pauken und Streicher. 2011 beendete Podstransky seine Dozententätigkeit am Konservatorium, das seit 1999 den Status einer Musikhochschule hatte und inzwischen im Musik-Departement der Hochschule Luzern aufgegangen ist. Seit 2013 gibt er wieder Unterricht für Musikstudenten, u. a. zum Studieneintritt mit speziellen, selbstverfassten Unterrichtswerken.

## Ausgewählte Werke
- Klavierkonzert für Flöte, Klarinette, Horn, Posaune, Schlagzeug und Streichorchester, 1986 (Uraufführung 1987 im Hotel Schweizerhof Luzern durch Baumgartner)[5]
- Klavierkonzert (Klavier, Orchester), 1986.
- Kantate „Trost“ (Text M. Huwyler), (Alt, Sprecher, Chor, Orchester), 1992/93.
- Zur letzten Zeit (Kantate 2), (mittlere Stimme, 12 Solostreicher), 1998.
- Arbol adentro (Sopran, Fl, Kl, Harfe, Cello, Schlagzeug), 1998.
- „Als wäre nichts gewesen“ (Text: Max Huwyler), (5-stimmiger gem. Chor, Cello), 2000.
- „anNäherung“ (Violine, Horn), 2003.
- Konzert für Euphonium, Pauken und Streicher, Festival Strings Luzern, 2005.
- España 2000, (2 Klaviere), 2000/2005.
- September (Text: Hermann Hesse), (Sopran und Klavier), 2005.